# ایمپرومال
ایمپرومال (به لاتین: Aiyamperumal) یک منطقهٔ مسکونی در سری‌لانکا است که در استان شمالی (سری‌لانکا) واقع شده‌است.